# Ивотка (река)
И́во́тка (укр. Івотка, Иво́т, Ивоть, Глыбец) — река, протекает по территории Брянской области России, а также Сумской и Черниговской областей Украины, относится к бассейну Днепра. Левый приток рукава Десны Вить.
Начинается в деревне Подлесные Новосёлки в Севском районе Брянской области (Россия), хотя большая часть реки протекает по территории Сумской области. Устье реки находится возле села Ображиевка Шосткинского района у административной границы Сумской и Черниговской областей. Длина реки составляет 94 км.